# Mount Dido
Mount Dido är ett berg i Antarktis. Det ligger i Östantarktis. Nya Zeeland gör anspråk på området. Toppen på Mount Dido är 2 255 meter över havet, eller 783 meter över den omgivande terrängen. Bredden vid basen är 1,6 km.
Terrängen runt Mount Dido är varierad. Dido ligger uppe på en höjd som går i öst-västlig riktning. Trakten är obefolkad. Det finns inga samhällen i närheten. 